# Hypsipetes olivaceus
Hypsipetes olivaceus е вид птица от семейство Pycnonotidae. Видът е световно застрашен, със статут Уязвим.

## Разпространение
Видът е разпространен в Мавриций.